# Kopalnia Węgla Kamiennego Sośnica

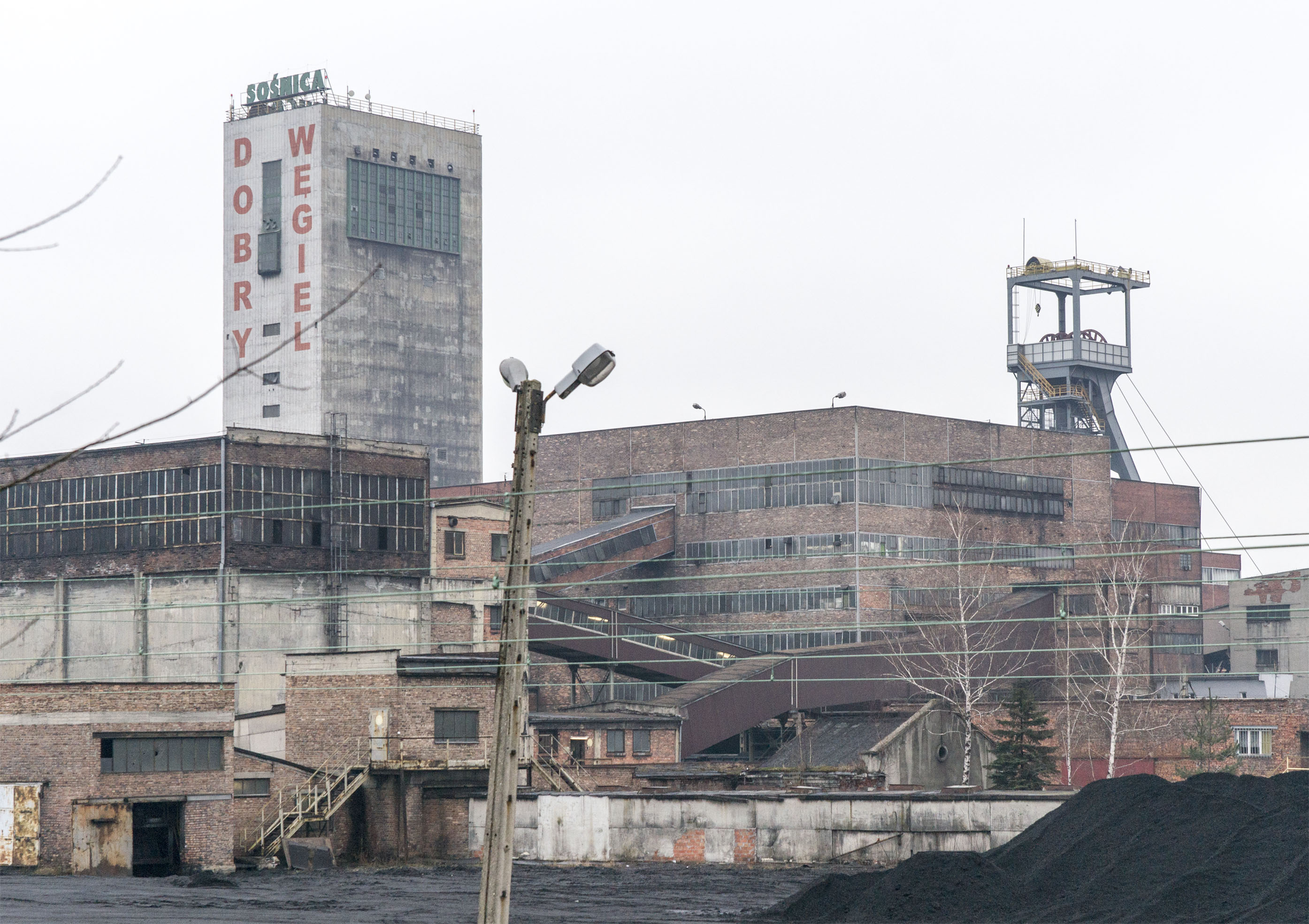
Zentralanlage Schächte III und IV

Das Bergwerk Sośnica (poln. Kopalnia Węgla Kamiennego Sośnica; früher Oehringen-Grube) ist ein aktives Steinkohlenbergwerk im Ortsteil Sośnica von Gliwice, Polen.

## Geschichte

### Oehringen-Grube
Die Erlaubnis, erste Bohrungen nach Kohle in Gleiwitz-Sosnitza (auch Oehringen und Sośnica genannt) durchzuführen, erwarb Fürst Hugo zu Hohenlohe-Öhringen in der zweiten Hälfte des 19. Jahrhunderts. Im März 1860 war er im Besitz von ca. 20 Kohlenfeldern (u. a. Eustachius 1857; Bronislaw 1859; Carl Oswald 1859; Oehringen 1860) im westlichen Teil von Sosnitza (2,19 km²). Die Kohlenreserven schätzte man zu damaliger Zeit auf ca. 500 Millionen t. Die ersten Schachtarbeiten im Jahre 1913 in Ellguth (heute Ligota Zabrska) wurden nach erheblichen Schwierigkeiten unterbrochen, weshalb man im Ostfeld (östlich von Sośnica und südlich der ul. Sikorskiego) mit dem Bau zweier neuer Schächte (I und II genannt) begann. Die erste Kohle wurde am 16. Oktober 1917 zu Tage gehoben.
In Folge der Teilung Oberschlesiens 1922 erhielt das Bergwerk den Namen Consolidierte Oehringengrube und wurde durch die Oehringer Bergbau-AG in Gleiwitz verwaltet. Zu ihr gehörten alle bei Deutschland verbliebenen Teile des Hohenlohe-Oehringschen Besitzes.
Bis zum Jahr 1938 war die Berechtsame auf 17,44 km² angewachsen und das Bergwerk verfügte über die beiden Förderschächte I 385 m (Doppelförderung, Seilfahrt und einziehender Wetterschacht) und II 550 m (Seilfahrt; ausziehend) sowie den Schacht „Christian-Kraft“ 450 m (ausziehender Wetterschacht). Das Bergwerk förderte zu diesem Zeitpunkt mit 2.373 Beschäftigten 1,375 Mio. t Kohle.
Ab November 1939 wurde es zwangsweise den Reichswerken Hermann Göring unterstellt (1. Gruppe der Bergwerksverwaltung Oberschlesien der HGW, zusammen mit Knurów und der Preussengrube). Englische und russische Kriegsgefangene sowie Zwangsarbeiter aus der Gegend von Bielsko-Biała und der Ukraine hielten während des Kriegs die Förderung aufrecht.

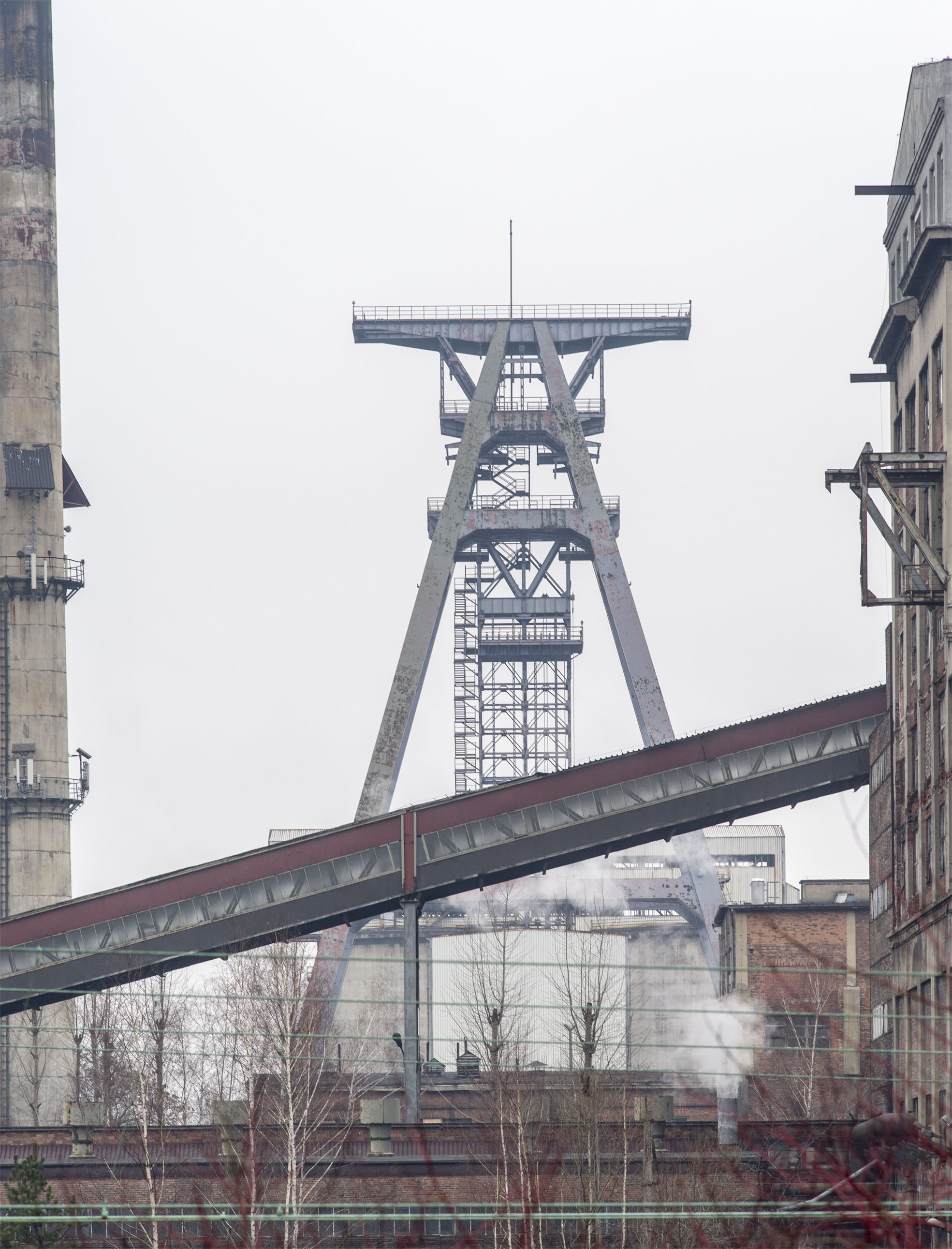
Zentralanlage Schacht VII

1945 wurde die Zeche in Sośnica umbenannt.

### KWK Sośnica

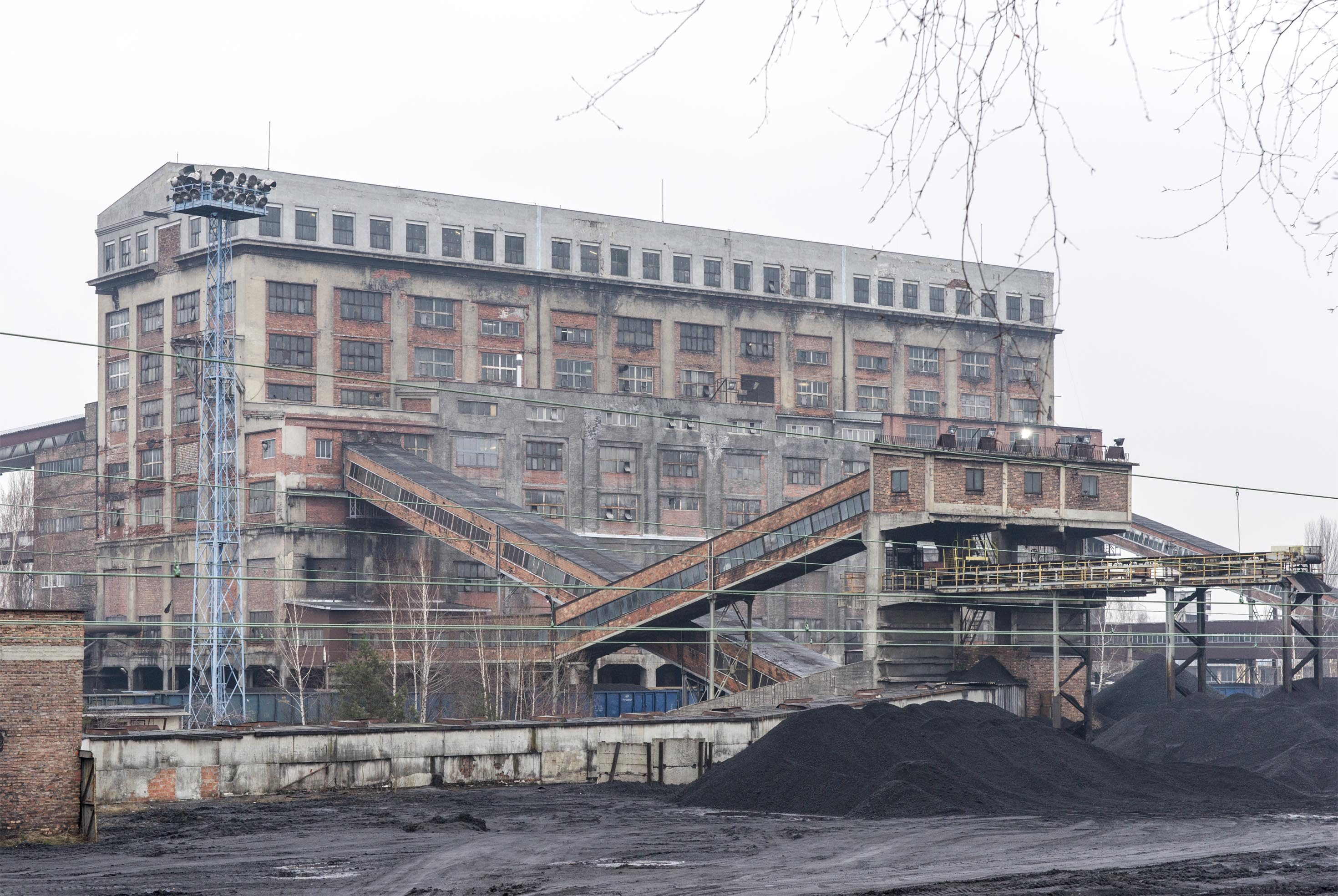
Zentralanlage Aufbereitung

Von 1945 bis 1957 gehörte das jetzt KWK Sośnica genannte Bergwerk zur Abteilung Gliwice der Union für Kohleindustrie, ab 1957 zur Abteilung Zabrze.
1996 erfolgte die Stilllegung des Ostfeldes, die Verfüllung der dortigen Schächte und der Abriss aller Tagesanlagen.

### KWK Sośnica-Makoszowy
Am 1. Juli 2005 wurde die Anlage Sośnica mit der Zeche Makoszowy zum Verbundbergwerk KWK Sośnica-Makoszowy zusammengeschlossen, eine Verbindung, die bereits im April 2015 wieder aufgelöst wurde. Inzwischen wurde Makoszowy Teil der Spółka Restrukturyzacji Kopalń S.A., während Sósnica am 1. Mai 2016 in den neuen Konzern Polska Grupa Górnicza übernommen wurde. Grund für die Aufteilung und das Abstoßen des KWK Makoszowy war, dass das Verbundbergwerk im 1. Halbjahr 2014 pro Tonne Kohle 195 zł Verluste einfuhr.

### Förderzahlen
- 1938: 1,46 Mio. t
- 1970: 2,39 Mio. t
- 1979: 4,81 Mio. t

## Gegenwart

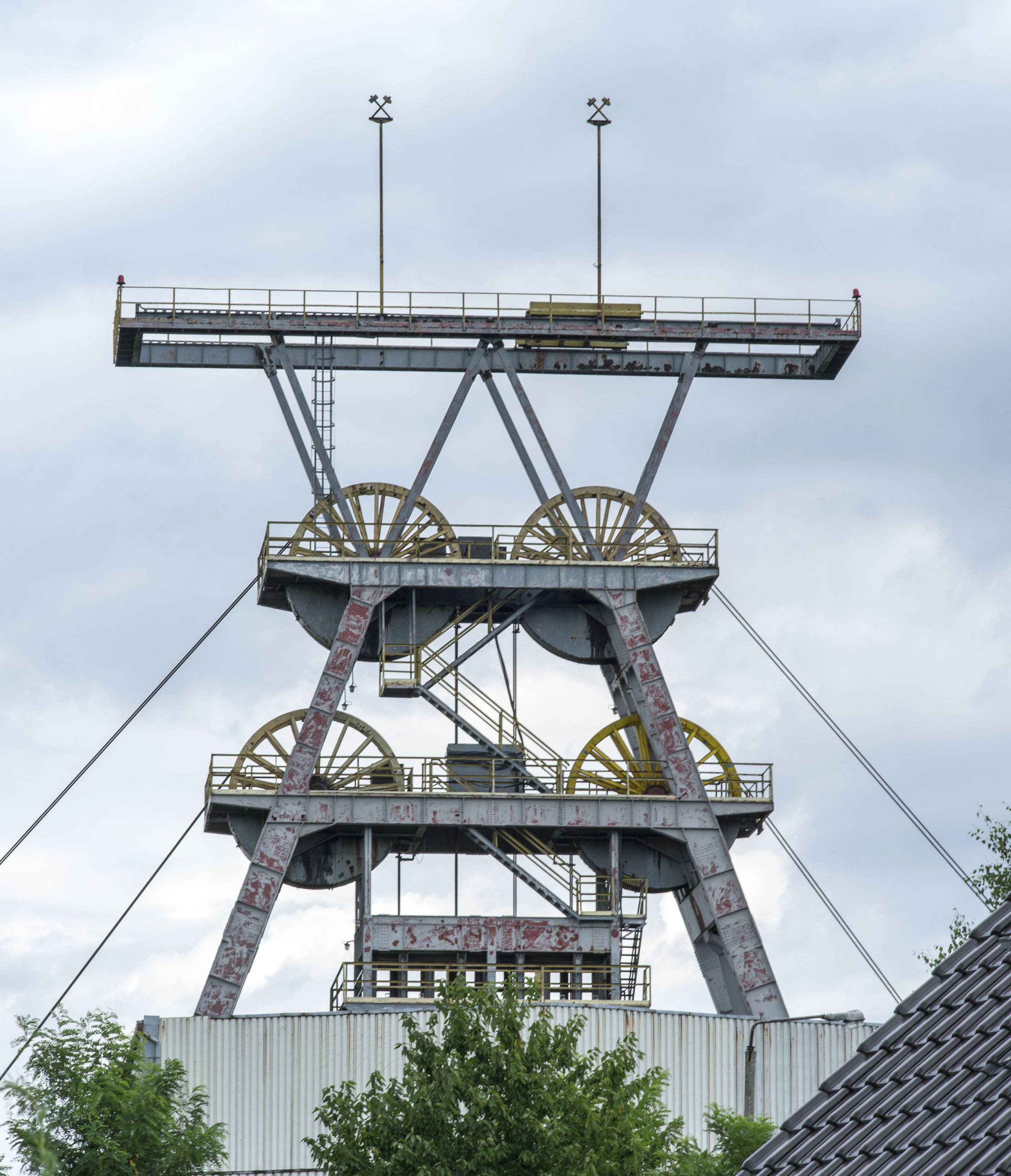
Südfeld Bojków Doppelbock Schacht VI

Heute (Stand 2015) beschäftigt das Bergwerk noch mehr als 3600 Personen und baut die Kohle sowohl im Westfeld als auch im Südfeld (Bojków) auf der 750-m- und der 950-m-Sohle ab. Die Förderleistung beträgt etwa 12.000 Tonnen pro Tag.
Die Berechtsame hat eine Größe von 32,4 km² und liegt unterhalb der Ortschaften Gierałtowice, Gliwice und Zabrze.
Das Kohle aus dem (heute zentral gelegenen) Westfeld wird durch über die Skips von Schacht IV zu Tage gehoben, Seilfahrt und Materialtransport erfolgen über Schacht III. Schacht VII, der über einen markanten Doppelbock verfügt, hat seine Seile inzwischen abgeworfen und dient heute als einziehender Wetterschacht.
Die im Südfeld abgebaute Kohle wird untertägig zur Anlage III/IV/VII transportiert. Die beiden in Bojków befindlichen Schächte (davon Schacht VI mit einem Doppelbock) dienen der Seilfahrt und dem Materialtransport.
Zwischen West- und Südfeld liegt in Przyszowice der ausziehende Wetterschacht V, der für die Bewetterung des gesamten Bergwerks von zentraler Bedeutung ist.